# جيمي كو
جيمي كو (بالإنجليزية: Jimmy Coe)‏ هو ملحن أمريكي، ولد في 20 مارس 1921 في كنتاكي في الولايات المتحدة، وتوفي في 26 أبريل 2004 في إنديانابوليس في الولايات المتحدة.

## وصلات خارجية
- جيمي كو على موقع ميوزك برينز (الإنجليزية)
- جيمي كو على موقع أول ميوزيك (الإنجليزية)
- جيمي كو على موقع ديسكوغز (الإنجليزية)